# Rio Bilele
O Rio Bilele é um rio da Romênia afluente do Rio Jiul de Est, localizado no distrito de Hunedoara.